# 日本航空高等學校石川
日本航空高等學校石川是位於日本石川縣輪島市的私立高等學校，為日本少見設有「航空科」的高等學校，校園直接與能登機場接鄰。
學校成立於2003年，最初名為「日本航空第二高等學校」，2009年更名為「日本航空高等校石川」。